# 肉色捲管螺
肉色捲管螺（学名：[Philbertia granicostata] 错误：{{Lang}}：文本有斜体标记（帮助））为捲管螺科粗切嘴螺屬下的一个种。